# Пронин, Михаил Андреевич
Михаи́л Андре́евич Про́нин (1 октября 1892, Орёл — 26 ноября 1978, Москва) — советский военачальник, командир ряда дивизий и корпусов в Великой Отечественной войне, Герой Советского Союза (19.04.1945). Гвардии генерал-майор (4.06.1940).

## Первая мировая и гражданская войны
В июле 1914 года был мобилизован в Русскую императорскую армию. Служил в 9-й ополченческой сапёрной полуроте (Орёл). В Первую мировую войну Пронин воевал рядовым в сапёрной части на Западном фронте, сначала неподалёку от Варшавы, а затем в городе Жирардув. Отличился в бою под городом Сохачевом и был награждён Георгиевским крестом, а также произведён в младшие унтер-офицеры. С марта 1915 года — младший унтер-офицер 3-го отдельного сапёрного батальона Западного фронта. В одном из боёв проявил смелость и находчивость при оборудовании позиции для артиллерийской батареи, за что получил второй Георгиевский крест. В декабре 1916 года направлен в запасной полк в Ржеве, а оттуда — на учёбу. Окончил Горийскую школу прапорщиков в апреле 1917 года, был назначен на должность младшего офицера стрелковой роты 8-го запасного Сибирского стрелкового полка, затем назначен в этом полку командиром роты.
В декабре 1917 года Пронину дали отпуск. В Ростове-на-Дону его задержали, и один казачий офицер предложил присоединиться и идти бить «мужичьё». Но Пронин отклонил этот путь и добрался до Орла. В полк уже не вернулся. Работал в Орловском губернском продовольственном комитете, в марте 1918 года переведён в Орловский губернский военный комиссариат инструктором по учёту хлебных карточек.
В июне 1918 года Пронин вступил в Красную Армию. Сначала служил инструктором-организатором Всеобуча Карачевского уездного военкомата, затем начальником отдела Всеобуча и инспектором Старосельского волостного военкомата. С апреля 1919 года участвовал в Гражданской войне и воевал на Восточном фронте против войск адмирала А. В. Колчака, будучи назначен командиром взвода лёгкого артиллерийского парка 4-й стрелковой дивизии. С июня 1919 года воевал там же в 36-й стрелковой дивизии: начальник связи, адъютант артиллерийского дивизиона. С ноября 1919 года служил начальником связи учебной батареи Высшей военной школы Запасной армии в Казани. Школа привлекалась к борьбе против бандитизма в Поволжье, в одном из таких боёв в феврале 1920 года Пронин был тяжело ранен.
Из госпиталя вышел только в июне и прикомандирован к Брянскому губернскому военкомату. С сентября 1920 года служил старшим инструктором переменного состава 4-й лёгкой артиллерийской батареи и начальником связи батареи 2-го сводного артиллерийского дивизиона Орловского военного округа (Карачев), с января по апрель 1921 года лечился в госпитале, затем служил делопроизводителем в штабе округа.

## Послевоенное время
После окончания Гражданской войны Пронин продолжил службу в армии. С сентября 1921 года — начальник связи батареи сводного тяжелого артиллерийского дивизиона (Карачев), с апреля 1922 — адъютант артиллерийского дивизиона (Брянск). В июне 1922 года переведён в 6-ю стрелковую дивизию Московского военного округа (Орёл): адъютант лёгкого артиллерийского дивизиона, начальник связи 6-го артиллерийского полка, помощник начальника оперативной части штаба дивизии. С октября 1925 года служил в 55-й стрелковой дивизии Московского ВО (Курск): помощник начальника оперативной части штаба дивизии, командир батальона 163-го стрелкового полка. Во время службы в этой дивизии в 1929 году в Москве окончил Стрелково-тактические курсы усовершенствования комсостава РККА имени III Коминтерна «Выстрел». С мая 1933 года — начальник штаба 57-го стрелкового полка 19-й стрелковой дивизии Московского ВО (Острогожск). С августа 1937 года — командир 175-го стрелкового полка в 1-й Московской Пролетарской дивизии. Член ВКП(б) с 1937 года.
В августе 1939 года полковнику М. А. Пронину поручили сформировать 144-ю стрелковую дивизию в Ивановской области, во главе которой он участвовал в советско-финской войне 1939-1940 годов.

## Великая Отечественная война

### Начало войны
Командиром 144-й дивизии Пронин встретил начало Великой Отечественной войны. Дивизия была передана в 20-ю армию Западного фронта, предстояло сосредоточиться на рубеже Любавичи — Красное и мощным ударом выбить гитлеровцев из села Ляды Витебской области. К 11 июля 1941 года к указанному месту прибыла лишь часть личного состава дивизии. Но 13 июля наличные войска пошли на штурм. Генерал Пронин, наблюдая панораму села, увидел, как к нему спешит на помощь вражеская колонна. Он приказал роте нанести неожиданный удар с фланга по приближающейся колонне. Гитлеровцы, оборонявшие село, заслышав стрельбу у себя в тылу, дрогнули. Село было очищено от врага. После этого были тяжёлые бои за Рудню и Дорогобуж.
В начале немецкого генерального наступления на Москву в начале октябре 1941 года дивизия Пронина оказалась в Вяземском котле. Комдиву удалось с большой частью бойцов дивизии пробиться к своим. Оставив Рузу, советские войска с тяжёлыми боями отошли на рубеж Локотня, Колюбакино и далее к реке Москве. 144-я стрелковая дивизия, только что вышедшая из окружения, ещё не укомплектованная, была включена в состав 5-й армии и вступила в оборонительный бой, сдерживая натиск противника на Звенигород. Ей предстояло в сжатый срок приостановить наступление немецко-фашистских войск, невзирая на превосходящие силы 252-й, 87-й и 78-й немецких дивизий, входящих в состав 9-го армейского корпуса 4-й танковой группы. В результате упорных ожесточенных оборонительных сражений, длившихся около 40 суток (с 26 октября по 4 декабря 1941 года), 144-я стрелковая дивизия выполнила боевую задачу и преградила врагу путь к Москве через город Звенигород, остановив немецкое наступление на рубеже Кубинка — Акулово. После 3 декабря 1941 года враг прекратил попытки наступления, так как был измотан и понес весьма ощутимые потери, а с 4 декабря началось контрнаступление советских войск под Москвой. Пронинская дивизия начала решительные наступательные бои в направлении Ершово.
С 5 декабря 1941 года 144-я стрелковая дивизия участвовала в общем контрнаступлении войск Западного фронта в направлении Рузы. Противник оказывал упорное сопротивление, переходил в контратаки. 144-я дивизия совместно с Рузским партизанским отрядом провела ряд смелых операций, в том числе в деревне Вышенки Рузского района. С 11 декабря началось контрнаступление в направлении Старой Рузы, а с 16 декабря части дивизии генерала Пронина и другие соединения продолжали контрнаступление, полностью освободив Звенигородский район и отбив у врага 29 населённых пунктов. Наступательные операции зимней кампании 1941-1942 годов дивизия окончила на подступах к Гжатску.

## 1942 и 1943 годы
В 1942 году генералу Пронину пришлось пережить очень неприятные события. Сначала, в июле 1942 года, он был обвинён в небрежной организации обороны дивизии, в результате чего противник имел частный успех на фронте дивизии. В июле Пронин был отстранен от должности и назначен с понижением командиром 123-й отдельной стрелковой бригады 16-й армии Западного фронта, которая занимала оборону на калужском направлении. Однако и здесь он потерпел неудачи в бою, 123 отдельная стрелковая бригада почти в полном составе пропала без вести в июле 1942 года. В августе 2005 года были обнаружены захоронения бойцов бригады в районе деревни Ослинка Жиздринского района Калужской области. После раскопок 1650 солдат и офицеров бригады с воинскими почестями были захоронены на Ослинском мемориале. «За халатное отношение к своим обязанностям и потерю управления бригадой в бою» от должности в начале ноября был отстранен командующим армией генерал-лейтенантом И. Х. Баграмяном; более того — генерал Пронин отдан под суд. Дело рассматривала Военная коллегия Верховного суда СССР, определением которой от 20 ноября 1942 года дело было прекращено. Генерал М. А. Пронин был отправлен обратно на фронт и в декабре 1942 года назначен командиром 35-й отдельной стрелковой бригады 29-й армии Западного фронта. 
В марте 1943 года назначен командиром 352-й стрелковой дивизии 5-й армии Западного фронта, во главе которой участвовал в Ржевско-Вяземской наступательной операции. В ходе её его дивизия прорвала оборону противника в районе Долгинево Гжатского района, овладела населёнными пунктами Холм, Горки, Ломы и др., нанеся противнику большой урон в живой силе и технике. Генерал-майор Пронин награждён орденом Красного Знамени Этот орден стал первой боевой наградой генерала, несмотря на то, что к тому времени более полутора лет непрерывно воевал в действующей армии.
С июня 1943 года — командир 144-й стрелковой дивизии 49-й армии Западного фронта. С 25 июля 1943 года — командир 65-го стрелкового корпуса 33-й армии этого фронта, участвовал в Смоленской наступательной операции. В сентябре 1943 года М. А. Пронин был награждён орденом Кутузова 2-й степени, а в конце 1943 года в боях под Невелем получил контузию и вынужден был лечиться в госпитале до февраля 1944 года.

### В составе 3-го Белорусского фронта
После излечения был направлен на учёбу и в мае 1944 года окончил Курсы усовершенствования высшего начальствующего состава при Высшей военной академии имени К. Е. Ворошилова. В августе 1944 года был направлен в распоряжение Военного совета 3-го Белорусского фронта. 30 августа он был назначен заместителем командира 16-го гвардейского стрелкового корпуса. А 19 октября 1944 года, когда бои перенеслись на уже территорию Восточной Пруссии (в разгар Гумбиннен-Гольдапской наступательной операции), вступил в командование 16-й гвардейской стрелковой дивизией 36-го гвардейского стрелкового корпуса 11-й гвардейской армии этого фронта. Командовал этой дивизией до конца войны.
Командир 16-й гвардейской стрелковой дивизии гвардии генерал-лейтенант М. А. Пронин успешно руководил дивизией в ходе Восточно-Прусской стратегической наступательной операции. На её первом этапе, во время Инстербургско-Кёнигсбергской фронтовой операции, на подступах к хорошо укреплённому городку Гросс-Траканен Пронин попал в трудную ситуацию. Гитлеровцы, собрав в кулак несколько танковых частей, нанесли удар в направлении городка Маттишкемен, где располагался командный пункт генерала. Пронин с горсткой офицеров оказался в окружении. Генерал организовал оборону в подвале каменного здания и, лично ведя огонь из автомата, отбивал яростные атаки врага. Вскоре противник был отброшен подошедшими на помощь частями. Через несколько дней его дивизия отличилась при взятии города Инстербург 22 января 1945 года. Хорошо наступала дивизия и в ходе Браунсбергской фронтовой операции.
Но особенно командир 16-й гвардейской стрелковой дивизии ( 36-й гвардейский стрелковый корпус, 11-я гвардейская армия, 3-й Белорусский фронт) гвардии генерал-майор М. А. Пронин  отличился при штурме города-крепости Кёнигсберга. В первый же день штурма 6 апреля 1945 года 16-я гвардейская стрелковая дивизия прорвала внешний пояс Кёнигсбергского укреплённого района, вышла на побережье залива Фришес-Хафф, полностью разгромив оборонявшийся в посёлке Хайде-Маулен немецкий пехотный полк. На следующие сутки дивизия первой в 11-й гвардейской армии форсировала реку Преголь, и, соединившись с войсками 43-й армии, отрезала противнику пути отхода на Земландский полуостров. На этом рубеже ей пришлось отражать несколько мощных контратак, когда гитлеровцы упорно пытались восстановить положение, но дивизия удержала рубеж. При штурме Кёнигсберга силами дивизии уничтожено и пленено до 8000 немецких солдат и офицеров, уничтожено и захвачено 86 артиллерийских орудий, 10 танков, много иного вооружения и военного имущества.
Указом Президиума Верховного Совета СССР от 19 апреля 1945 года «за образцовое выполнение боевых заданий командования на фронте борьбы с немецкими захватчиками и проявленные при этом отвагу и геройство» Михаилу Андреевичу Пронину присвоено звание Героя Советского Союза с вручением ордена Ленина и медали «Золотая Звезда» (№ 5038).
Но с падением Кёнигсберга борьба за Восточную Пруссию ещё не окончилась. Вскоре началась Земландская наступательная операция по разгрому оборонявшейся на Земландском полуострове группировки противника. В ходе этой операции дивизия Пронина прорвала несколько рубежей обороны, овладела городом Лохштедт, и участвовала в штурме немецкой военно-морской базы и города Пиллау. 25 апреля штурмом Пиллау был взят. А 27 апреля в районе этого города генерал Пронин получил своё последнее ранение.

### Комендант Кёнигсберга
В конце мая 1945 года назначен командиром 36-го гвардейского стрелкового корпуса 11-й гвардейской армии. Одновременно он являлся военным комендантом Кёнигсберга (с 13 июня по 9 июля 1945 года, приняв дела от прежнего коменданта генерал-майора М. В. Смирнова. В структуре комендатуры действовало Временное управление по гражданским делам при коменданте Кёнигсберга, которое занималось делами по восстановлению мирной жизни города. Возглавлял Временное управление заместитель коменданта по гражданским делам.
В короткие сроки удалось пустить в эксплуатацию многие важные объекты города. 20 июня на основании постановления ГКО СССР от 20 июня 1945 года и приказа Народного комиссариата Морского флота СССР от 2 июля 1945 года № 269 был образован Морской торговый порт.
9 июля 1945 года Временное управление по гражданским делам при коменданте Кенигсберга было ликвидировано, вместо него было создано Временное гражданское управление при Военном совете округа во главе с начальником управления В. Г. Гузием. 
Однако генерал Проник как командир размещённой в городе воинской части не перестал играть большой роли и в гражданской жизни города. Так, его заслуга в том, что 17 сентября 1945 года начались занятия в городской школе № 1. 17 июля 1945 года, приказом гвардии генерал-полковника К. Н. Галицкого, Пронину было поручено в 3-дневный срок освободить помещение по улице Лендорфштрассе от проживающего в нём гражданского населения и к 25 июля 1945 года завезти необходимую школьную мебель и оборудование (парты, классные доски, столы, стулья, имеющиеся в городе). К 1 сентября школа была открыта и приняла 13 первых учеников.
В это же время создаётся первая в городе строительная организация УНР-230, вводится в эксплуатацию целлюлозно-бумажный комбинат № 2 (ЦБК-2).

## Мирная жизнь
После войны генерал-майор М. А. Пронин продолжил военную службу. Возглавляемый им 36-й гвардейский стрелковый корпус был включен в состав Особого военного округа и оставался на территории бывшей Восточной Пруссии. С марта 1946 года Пронин являлся заместителем командующего войсками 11-й гвардейской армии по укреплённым районам, а с апреля 1946 года — командиром 5-й гвардейской стрелковой дивизии в Приволжском военном округе. С мая 1947 года являлся заместителем командира 2-го гвардейского стрелкового корпуса (Прибалтийский военный округ).
В мае 1949 года М. А. Пронин вышел в отставку. Жил и работал в городе Владимире, затем в Москве. Активно занимался общественной деятельностью, проводил большую военно-патриотическую работу среди молодежи. Умер 26 ноября 1978 года. Похоронен в Москве на Химкинском кладбище.

## Воинские звания
- майор (22.12.1935);
- полковник (16.08.1938);
- комбриг (4.11.1939)[20];
- генерал-майор (4.06.1940)[21].

## Награды

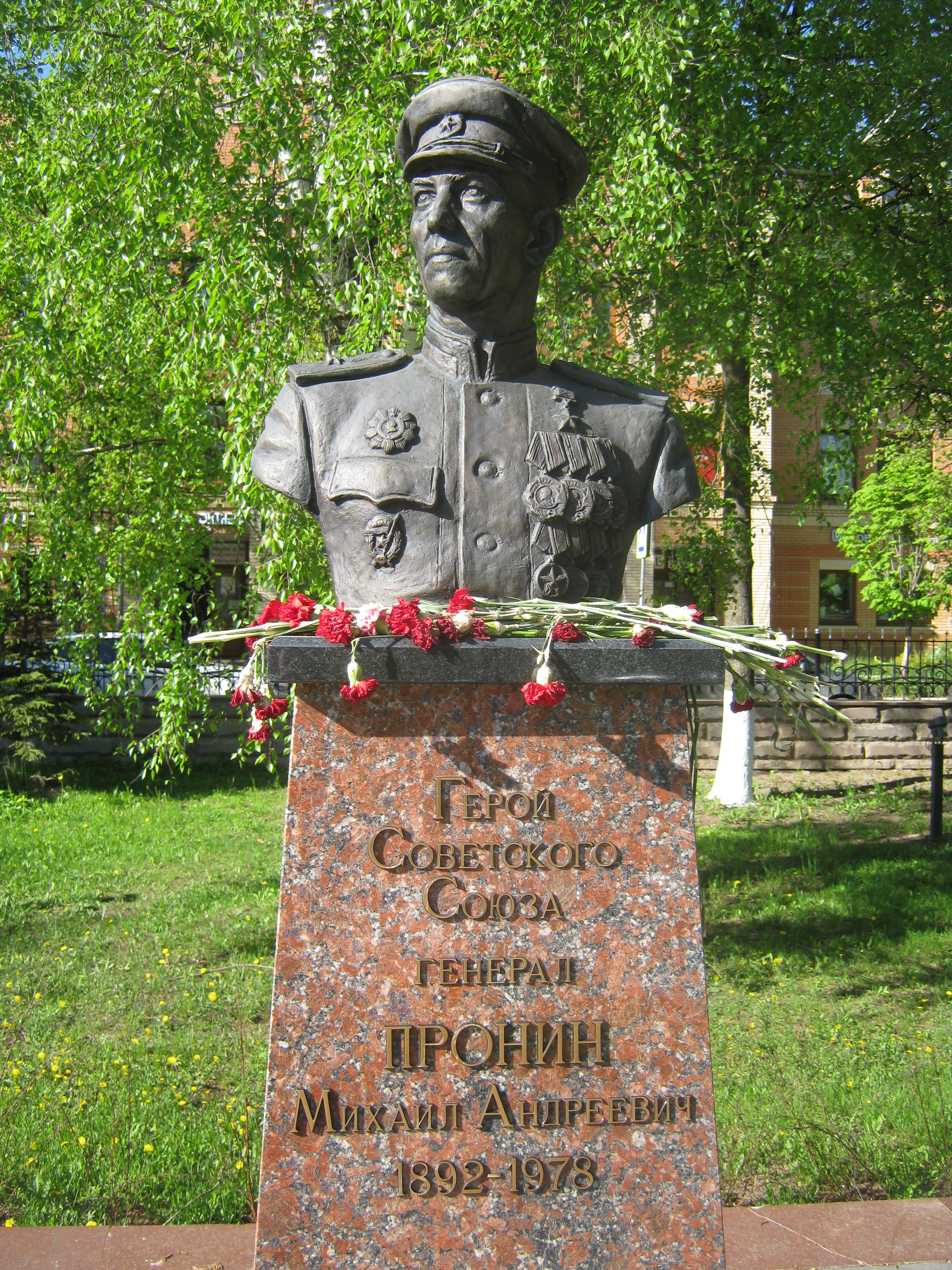
Бюст М. А. Пронина в Звенигороде

- Герой Советского Союза (19.04.1945);
- два ордена Ленина (21.02.1945, 19.04.1945);
- три ордена Красного Знамени (30.04.1943, 3.11.1944, 20.06.1949);
- орден Кутузова 2-й степени (28.09.1943)[22];
- орден Красной Звезды (28.10.1968)[23]
- десять медалей[24][25].

## Память

Памятная доска на фасаде школы № 2 имени М. А. Пронина в Звенигороде

- Является «Почётным гражданином города Звенигород» и Почётным гражданином села Каринское Одинцовского района Московской области;
- Именем Героя названы улицы в Калининграде и Кандалакше, микрорайон Звенигорода;
- Решением муниципального Собрания муниципального образования Щукино от 26 октября 2006 года, на доме № 8, корпус 1 по улице Маршала Бирюзова установлена мемориальная доска — «Герою Советского Союза гвардии генерал-майору Михаилу Андреевичу Пронину»[26];
- Постановлением Губернатора Московской области С. К. Шойгу от 28 июня 2012 года № 185-ПГ, имя М. А. Пронина присвоено средней общеобразовательной школе № 2 города Звенигорода Московской области. 8 мая 2015 года, в канун 70-летия Великой Победы, на стене школы помещена памятная доска с именем М. А. Пронина. На церемонии открытия памятной доски присутствовал сын героя Пронин Б. М.;
- Личные вещи Героя Советского Союза М. А. Пронина выставлены в военно-исторической композиции «Галерея героев-владимирцев» в Золотых воротах в городе Владимире[27];
- Имя М. А. Пронина выбито на памятной доске в честь Героев Советского Союза — уроженцев города Орла;
- 5 декабря 2021 года, в день 80-летия разгрома фашистов под Москвой, на Мемориале воинской Славы в центре Звенигорода был установлен бюст М. А. Пронина[28].